# Крайні точки Австрії
Це список крайніх географічних точок Австрії

## Координати
- Північ: 49°01′13.7″ пн. ш. 15°01′14.6″ сх. д. / 49.020472° пн. ш. 15.020722° сх. д.
Гаугшлаг в окрузі Ґмюнд, Нижня Австрія, на кордоні з Чехією,
- Південь: 46°22′20.4″ пн. ш. 14°33′50.4″ сх. д. / 46.372333° пн. ш. 14.564000° сх. д.
Айзенкаппель-Феллах в окрузі Фелькермаркт, Каринтія, на кордоні зі Словенією,
- Захід: 47°16′13.7″ пн. ш. 9°31′53.0″ сх. д. / 47.270472° пн. ш. 9.531389° сх. д.
Рейн в окрузі Фельдкірх, Форарльберг, на кордоні з Ліхтенштейном та Швейцарією,
- Схід: 48°00′23.8″ пн. ш. 17°09′36.8″ сх. д. / 48.006611° пн. ш. 17.160222° сх. д.
Дойч-Ярндорф в окрузі Нойзідль-ам-Зеє, Бургенланд, на кордоні з Угорщиною та Словаччиною.

## Відносно рівня моря
- Найвища: пік Ґросглокнер, Центральні Східні Альпи, (3798 м), 47°4′30″ пн. ш. 12°41′40″ сх. д. / 47.07500° пн. ш. 12.69444° сх. д.
- Найнижча: озеро Нойзідлер (115,5 м), 47°50′0″ пн. ш. 16°45′0″ сх. д. / 47.83333° пн. ш. 16.75000° сх. д.